# Binhu
Der Stadtbezirk Binhu (chinesisch 滨湖区, Pinyin Bīnhú Qū) ist ein chinesischer Stadtbezirk im Süden des Verwaltungsgebietes der bezirksfreien Stadt Wuxi in der chinesischen Provinz Jiangsu gehört. Er hat eine Fläche von 789,64 km² und zählt 724.800 Einwohner.

## Administrative Gliederung
Auf Gemeindeebene setzt sich der Stadtbezirk aus dreizehn Straßenvierteln und einer Großgemeinde zusammen. Diese sind:
- Straßenviertel Helie (河埒街道);
- Straßenviertel Rongxiang (荣巷街道);
- Straßenviertel Liyuan (蠡园街道);
- Straßenviertel Lihu (蠡湖街道);
- Straßenviertel Taihu (太湖街道);
- Straßenviertel Huazhuang (华庄街道);
- Straßenviertel Xuelang (雪浪街道);
- Straßenviertel Xin’an (新安街道);
- Straßenviertel Wangzhuang (旺庄街道);
- Straßenviertel Jiangxi (江溪街道);
- Straßenviertel Shuofang (硕放街道);
- Straßenviertel Mashan (马山街道);
- Straßenviertel Meicun (梅村街道);
- Großgemeinde Hudai (胡埭镇).

Der Sitz der Bezirksregierung befindet sich im Straßenviertel Taihu.
Die fünf Straßenviertel Wangzhuang, Jiangxi, Xin’an, Shuofang und Meicun werden vom Neuen Bezirk Wuxi (无锡市新区) verwaltet.